# Gioele (Michelangelo)
Il profeta Gioele (355x380 cm) venne affrescato da Michelangelo Buonarroti nel 1508-1510 circa e fa parte della decorazione della volta della Cappella Sistina, nei Musei Vaticani a Roma, commissionata da Giulio II.

## Storia
Nel dipingere la volta, Michelangelo procedette dalle campate vicino alla porta d'ingresso, quella usata durante i solenni ingressi in cappella del pontefice e del suo seguito, fino alla campata sopra l'altare. Gioele quindi, che si trova nella prima campata a partire dalla porta, fu una delle figure del primo blocco di lavori, concluso nel 1510.

## Descrizione e stile

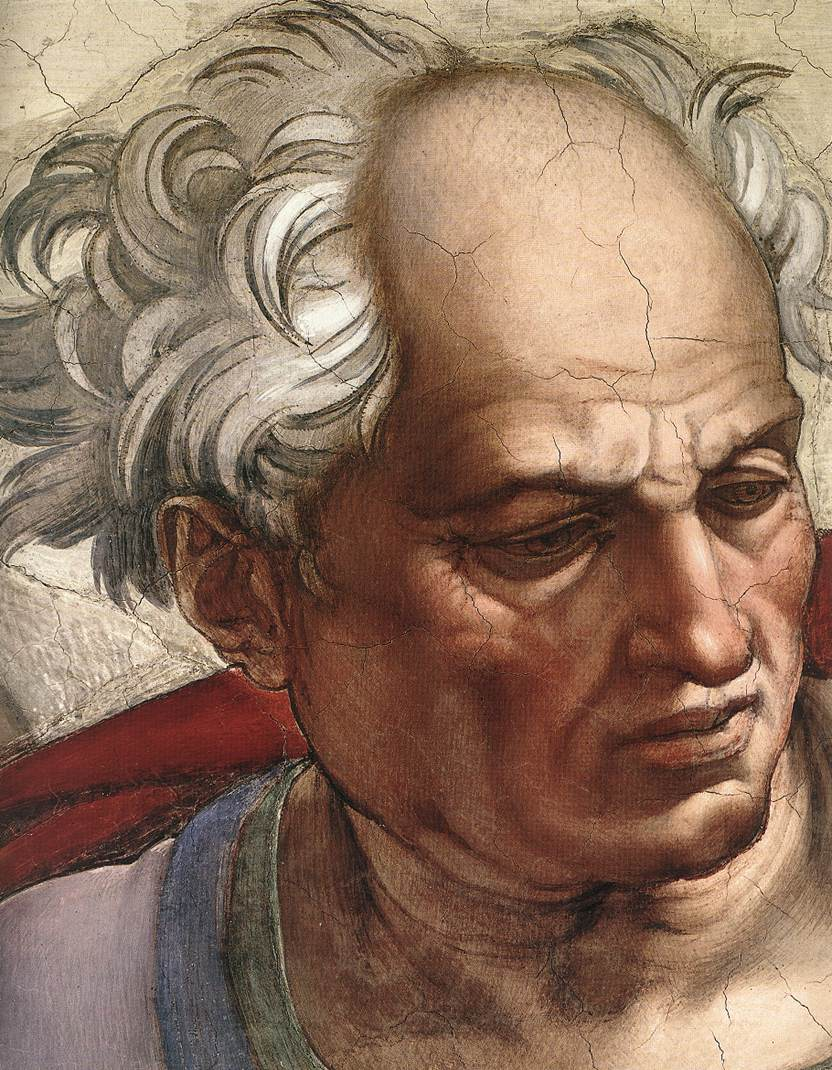
Dettaglio

Gioele fa parte della serie dei Veggenti, collocati su ampi troni architettonici sui peducci. Ognuno di essi è affiancato da un paio di giovani assistenti e sta in un grande scranno marmoreo, tra due plinti con finti altorilievi di putti a coppie, in varie posizioni. Il loro nome (in questo caso JOEL) è scritto in tabelle sotto la piattaforma che fa da base al trono, rette da un putto.
Gioele profetizzò terribili calamità sulla terra, tra cui l'oscurarsi della luna e del sole. Alcune citano una vigna (come Gioele 1,12) ed è forse questa la ragione per cui egli è posto vicino alla scena dell'Ebbrezza di Noè. Egli è rappresentato seduto frontalmente, mentre svolge e legge con attenzione un rotolo. Il suo volto è incorniciato da ciocche di capelli bianche ed emana una forte concentrazione, mentre la posa del corpo, drammatizzata dai contrasti cromatici tra luci ed ombre, manifesta una certa tensione e un'energia trattenuta ben evidente. Indossa una tunica violetto chiaro, con un collo verde e una chiusura sul petto con un laccio bianco, una fascia blu a tracolla e un mantello rosso che ricade sulle spalle e sulle gambe. Lungo i fianchi e le braccia del profeta sono state rilevate correzioni a secco dovute all'artista.
Dietro di lui si vedono due assistenti fanciulli, che dialogano tra di loro; quello di destra regge un libro verde sottobraccio, mentre l'altro sembra occupato dalla lettura.

## Omaggi
In occasione del quarto centenario della morte di Michelangelo Buonarroti, il 16 giugno 1964, le Poste Vaticane hanno dedicato a questo affresco un francobollo da 150 lire.

## Galleria d'immagini

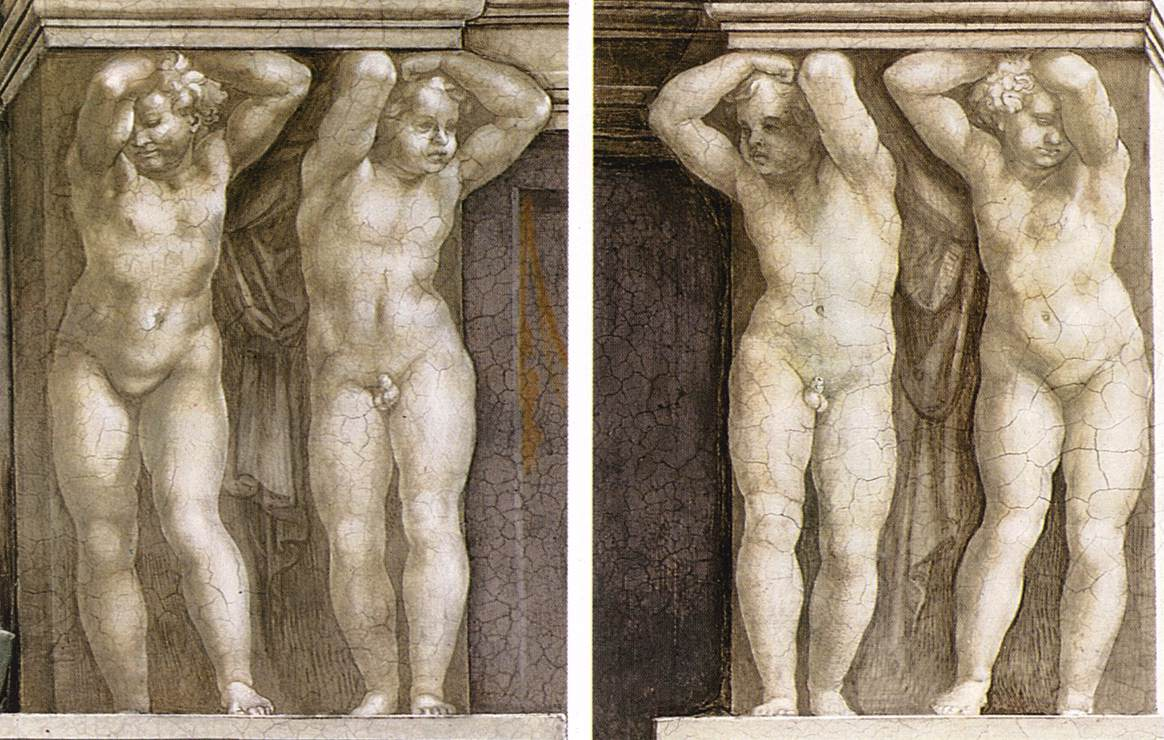
Le coppie di putti a monocromo ai lati del trono di Gioele
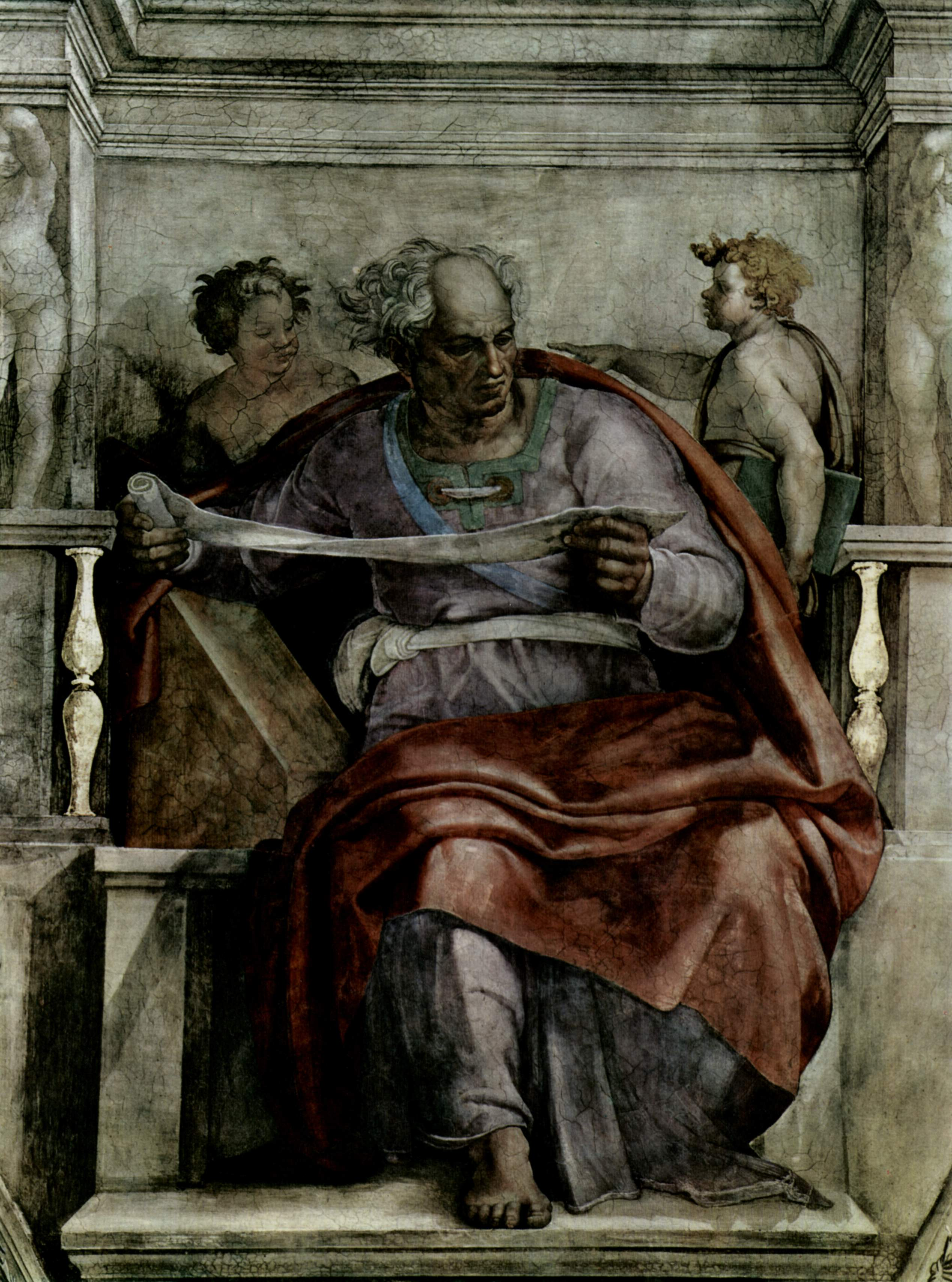
Gioele prima del restauro